# Campeonato NORCECA de Voleibol Femenino de 2007
El Campeonato NORCECA de Voleibol Femenino 2007 fue la XX edición del máximo torneo de selecciones femeninas de voleibol pertenecientes a la Confederación de Norteamérica, Centroamérica y el Caribe de Voleibol (NORCECA), se llevó a cabo del 17 al 22 de septiembre de 2007 en Winnipeg, Canadá.
El campeón clasifica al torneo de cierre de temporada  de la FIVB, la Copa Mundial de Grandes Campeones de Voleibol Femenino FIVB 2007 en noviembre en Japón.

## Equipos participantes
| Grupo A     | Grupo B              |
| ----------- | -------------------- |
| Cuba        | Estados Unidos       |
| Canadá      | República Dominicana |
| Puerto Rico | México               |
| Costa Rica  | Trinidad y Tobago    |

## Procedimiento de desempate
1. Número de partidos ganados
2. Puntos de partido
3. Proporción de puntos
4. Proporción de sets
5. Resultado del último partido entre los equipos empatados

- 2 puntos de partido para el ganador, 1 punto de partido para el perdedor.

## Ronda preliminar
- Del 17 al 19 de septiembre
- Sede:  Dr. David F. Anderson Gymnasium
- Todos los horarios corresponden a la hora de Winnipeg, Canadá ( UTC-05:00 )

|  | Calificadas para Semifinales        |
|  | Calificadas para Cuartos de final   |
|  | Clasificación del 5.° al 8.° puesto |

### Grupo A
|     |             | Partidos | Partidos | Partidos |     | Sets | Sets | Sets  | Puntos | Puntos | Puntos |
| Pos | Equipo      | PJ       | PG       | PP       | Pts | SG   | SP   | Ratio | PG     | PP     | Ratio  |
| --- | ----------- | -------- | -------- | -------- | --- | ---- | ---- | ----- | ------ | ------ | ------ |
| 1.º | Cuba        | 3        | 3        | 0        | 6   | 9    | 1    | 9.000 | 249    | 166    | 1.500  |
| 2.º | Canadá      | 3        | 2        | 1        | 5   | 6    | 5    | 1.200 | 227    | 222    | 1.023  |
| 3.º | Puerto Rico | 3        | 1        | 2        | 4   | 6    | 6    | 0.500 | 251    | 251    | 1.000  |
| 4.º | Costa Rica  | 3        | 0        | 3        | 3   | 0    | 9    | 0.000 | 137    | 225    | 0.609  |

| Fecha            | Hora  | Equipo 1    | Sets  | Equipo 2    | Set 1 | Set 2 | Set 3 | Set 4 | Set 5 | Total  |
| ---------------- | ----- | ----------- | ----- | ----------- | ----- | ----- | ----- | ----- | ----- | ------ |
| 17 de septiembre | 18:00 | Canadá      | 3 : 0 | Costa Rica  | 25-18 | 25-16 | 25-18 |       |       | 75-52  |
| 22 de septiembre | 20:00 | Cuba        | 3 : 1 | Puerto Rico | 25-22 | 24-26 | 25-21 | 25-12 |       | 99-81  |
| 18 de septiembre | 18:00 | Cuba        | 3 : 0 | Costa Rica  | 25-14 | 25-8  | 25-15 |       |       | 75-37  |
| 18 de septiembre | 20:00 | Canadá      | 3 : 2 | Puerto Rico | 25-20 | 25-20 | 24-26 | 15-25 | 15-4  | 104-95 |
| 19 de septiembre | 15:00 | Puerto Rico | 3 : 0 | Costa Rica  | 25-16 | 25-13 | 25-19 |       |       | 75-48  |
| 19 de septiembre | 20:00 | Canadá      | 0 : 3 | Cuba        | 20-25 | 18-25 | 10-25 |       |       | 48-75  |

### Grupo B
|     |                      | Partidos | Partidos | Partidos |     | Sets | Sets | Sets  | Puntos | Puntos | Puntos |
| Pos | Equipo               | PJ       | PG       | PP       | Pts | SG   | SP   | Ratio | PG     | PP     | Ratio  |
| --- | -------------------- | -------- | -------- | -------- | --- | ---- | ---- | ----- | ------ | ------ | ------ |
| 1.º | Estados Unidos       | 3        | 3        | 0        | 6   | 9    | 0    | MAX   | 225    | 111    | 2.027  |
| 2.º | República Dominicana | 3        | 2        | 1        | 5   | 6    | 3    | 2.000 | 210    | 162    | 1.296  |
| 3.º | México               | 3        | 2        | 1        | 4   | 3    | 6    | 0.500 | 153    | 203    | 0.754  |
| 4.º | Trinidad y Tobago    | 3        | 0        | 3        | 3   | 0    | 9    | 0.000 | 113    | 225    | 0.502  |

| Fecha            | Hora  | Equipo 1          | Sets  | Equipo 2          | Set 1 | Set 2 | Set 3 | Set 4 | Set 5 | Total |
| ---------------- | ----- | ----------------- | ----- | ----------------- | ----- | ----- | ----- | ----- | ----- | ----- |
| 17 de septiembre | 13:00 | Estados Unidos    | 3 : 0 | Trinidad y Tobago | 25-9  | 25-7  | 25-6  |       |       | 75-22 |
| 17 de septiembre | 15:00 | Rep. Dominicana   | 3 : 0 | México            | 25-17 | 25-19 | 25-13 |       |       | 75-49 |
| 18 de septiembre | 13:00 | Trinidad y Tobago | 0 : 3 | Rep. Dominicana   | 13-25 | 12-25 | 13-25 |       |       | 38-75 |
| 18 de septiembre | 15:00 | México            | 0 : 3 | Estados Unidos    | 6-25  | 13-25 | 10-25 |       |       | 29-75 |
| 19 de septiembre | 13:00 | México            | 3 : 0 | Trinidad y Tobago | 25-22 | 25-16 | 25-15 |       |       | 75-53 |
| 19 de septiembre | 18:00 | Estados Unidos    | 3 : 0 | Rep. Dominicana   | 25-20 | 25-18 | 25-22 |       |       | 75-60 |

## Ronda final
- Del 20 al 22 de septiembre
- Sede:  Dr. David F. Anderson Gymnasium
- Todos los horarios corresponden a la hora de Winnipeg, Canadá ( UTC-05:00 )

|  | 5° y 6° lugar | 5° y 6° lugar     | 5° y 6° lugar |  |  | Semifinales 5°-8° lugar | Semifinales 5°-8° lugar | Semifinales 5°-8° lugar |  |  | Cuartos de final | Cuartos de final | Cuartos de final |  |  | Semifinales | Semifinales     | Semifinales |  |  | Final        | Final           | Final        |
|  |               |                   |               |  |  |                         |                         |                         |  |  |                  |                  |                  |  |  |             |                 |             |  |  |              |                 |              |
|  |               |                   |               |  |  | 3A                      | Puerto Rico             | 3                       |  |  |                  |                  |                  |  |  | 1A          | Cuba            | 3           |  |  |              |                 |              |
|  |               |                   |               |  |  | 4B                      | Trinidad y Tobago       | 0                       |  |  | 2B               | Rep. Dominicana  | 3                |  |  | 2B          | Rep. Dominicana | 0           |  |  |              |                 |              |
|  | 3A            | Puerto Rico       | 3             |  |  |                         |                         |                         |  |  | 3A               | Puerto Rico      | 0                |  |  |             |                 |             |  |  | 1A           | Cuba            | 3            |
|  | 3B            | México            | 0             |  |  |                         |                         |                         |  |  |                  |                  |                  |  |  |             |                 |             |  |  | 1B           | Estados Unidos  | 2            |
|  |               |                   |               |  |  | 3B                      | México                  | 3                       |  |  |                  |                  |                  |  |  | 1B          | Estados Unidos  | 3           |  |  |              |                 |              |
|  | 7° y 8° lugar | 7° y 8° lugar     | 7° y 8° lugar |  |  | 4A                      | Costa Rica              | 1                       |  |  | 2A               | Canadá           | 3                |  |  | 2A          | Canadá          | 0           |  |  | Tercer lugar | Tercer lugar    | Tercer lugar |
|  |               |                   |               |  |  |                         |                         |                         |  |  | 3B               | México           | 0                |  |  |             |                 |             |  |  |              |                 |              |
|  | 4B            | Trinidad y Tobago | 3             |  |  |                         |                         |                         |  |  |                  |                  |                  |  |  |             |                 |             |  |  | 2B           | Rep. Dominicana | 3            |
|  | 4A            | Costa Rica        | 0             |  |  |                         |                         |                         |  |  |                  |                  |                  |  |  |             |                 |             |  |  | 2A           | Canadá          | 2            |

### Cuartos de final
| Fecha            | Hora  | Equipo 1        | Sets  | Equipo 2    | Set 1 | Set 2 | Set 3 | Set 4 | Set 5 | Total |
| ---------------- | ----- | --------------- | ----- | ----------- | ----- | ----- | ----- | ----- | ----- | ----- |
| 20 de septiembre | 18:00 | Rep. Dominicana | 3 : 0 | Puerto Rico | 25-22 | 25-22 | 25-15 |       |       | 75-59 |
| 20 de septiembre | 20:00 | Canadá          | 3 : 0 | México      | 25-17 | 25-10 | 25-16 |       |       | 75-43 |

### Clasificación 5°-8° puesto
| Fecha            | Hora  | Equipo 1    | Sets  | Equipo 2          | Set 1 | Set 2 | Set 3 | Set 4 | Set 5 | Total |
| ---------------- | ----- | ----------- | ----- | ----------------- | ----- | ----- | ----- | ----- | ----- | ----- |
| 21 de septiembre | 13:00 | México      | 3 : 1 | Costa Rica        | 18-25 | 25-15 | 25-17 | 25-21 |       | 93-78 |
| 21 de septiembre | 15:00 | Puerto Rico | 3 : 0 | Trinidad y Tobago | 25-11 | 25-10 | 25-15 |       |       | 75-36 |

### Semifinales
| Fecha            | Hora  | Equipo 1 | Sets  | Equipo 2        | Set 1 | Set 2 | Set 3 | Set 4 | Set 5 | Total |
| ---------------- | ----- | -------- | ----- | --------------- | ----- | ----- | ----- | ----- | ----- | ----- |
| 21 de septiembre | 18:00 | Cuba     | 3 : 0 | Rep. Dominicana | 25-15 | 25-19 | 25-23 |       |       | 75-57 |
| 21 de septiembre | 20:00 | Canadá   | 0 : 3 | Estados Unidos  | 18-25 | 11-25 | 23-25 |       |       | 52-75 |

### Séptimo puesto
| Fecha            | Hora | Equipo 1   | Sets  | Equipo 2          | Set 1 | Set 2 | Set 3 | Set 4 | Set 5 | Total |
| ---------------- | ---- | ---------- | ----- | ----------------- | ----- | ----- | ----- | ----- | ----- | ----- |
| 22 de septiembre | 9:00 | Costa Rica | 3 : 0 | Trinidad y Tobago | 25-19 | 25-20 | 25-19 |       |       | 75-58 |

### Quinto puesto
| Fecha            | Hora  | Equipo 1    | Sets  | Equipo 2 | Set 1 | Set 2 | Set 3 | Set 4 | Set 5 | Total |
| ---------------- | ----- | ----------- | ----- | -------- | ----- | ----- | ----- | ----- | ----- | ----- |
| 22 de septiembre | 11:00 | Puerto Rico | 3 : 0 | México   | 25-16 | 26-24 | 25-10 |       |       | 76-50 |

### Tercer puesto
| Fecha            | Hora  | Equipo 1 | Sets  | Equipo 2        | Set 1 | Set 2 | Set 3 | Set 4 | Set 5 | Total   |
| ---------------- | ----- | -------- | ----- | --------------- | ----- | ----- | ----- | ----- | ----- | ------- |
| 22 de septiembre | 14:00 | Canadá   | 2 : 3 | Rep. Dominicana | 17-25 | 25-22 | 23-25 | 25-20 | 13-15 | 103-107 |

### Final
| Fecha            | Hora  | Equipo 1       | Sets  | Equipo 2 | Set 1 | Set 2 | Set 3 | Set 4 | Set 5 | Total   |
| ---------------- | ----- | -------------- | ----- | -------- | ----- | ----- | ----- | ----- | ----- | ------- |
| 22 de septiembre | 16:00 | Estados Unidos | 2 : 3 | Cuba     | 25-22 | 18-25 | 25-19 | 23-25 | 16-18 | 107-109 |

## Posiciones finales
| Pos.              | Equipo               |
| ----------------- | -------------------- |
| Medalla de oro    | Cuba                 |
| Medalla de plata  | Estados Unidos       |
| Medalla de bronce | República Dominicana |
| 4                 | Canadá               |
| 5                 | Puerto Rico          |
| 6                 | México               |
| 7                 | Costa Rica           |
| 8                 | Trinidad y Tobago    |

| \| \| \| \| \| Campeón Cuba[1] 13.er título \| Plantel: 1 Yumilka Daysi Ruíz Luaces , 2 Yanelis Santos Allegne, 3 Nancy Carillo de la Paz, 4 Yenisey González Díaz, 6 Daymi de La Caridad Ramirez Echevarria, 8 Yaima Ortiz Charro, 10 Yusleinis Herrera Álvarez, 12 Rosir Calderón Díaz, 14 Kenia Carcaces Opón, 15 Yusidey Silié Frómeta, 17 Gyselle de la Caridad Silva Franco, 18 Zoila Barros Fernández. Entrenador: Antonio Perdomo Estrella |
| |
| |
| Campeón Cuba 13.er título |

|                           |
|                           |
| Campeón Cuba 13.er título |